# Röd violbuske
Röd violbuske (Iochroma fuchsioides) är en art inom familjen potatisväxter från Peru. Arten odlas ibland som prydnadsväxt i Sverige. Det felaktiga namnet "röd miniänglatrumpet" förekommer ibland i handeln.

## Synonymer
- Chaenesthes fuchsioides (Bonpland) Miers
- Lycium fuchsioides Bonpland
- Valteta fuchsioides (Bonpland) Raf.